# Ommi
Ommi (en rus: Омми) és un poble del krai de Khabàrovsk, a Rússia, que el 2019 tenia 363 habitants.